# Грейт-Бенд (Пенсільванія)
Грейт-Бенд (англ. Great Bend) — місто (англ. borough) в США, в окрузі Сасквегенна штату Пенсільванія. Населення — 627 осіб (2020).

## Географія
Грейт-Бенд розташований за координатами 41°58′23″ пн. ш. 75°44′43″ зх. д. / 41.97306° пн. ш. 75.74528° зх. д. (41.973030, -75.745218).  За даними Бюро перепису населення США в 2010 році місто мало площу 0,82 км², з яких 0,76 км² — суходіл та 0,06 км² — водойми.

## Демографія
Згідно з переписом 2010 року, у селищі мешкали 734 особи в 341 домогосподарстві у складі 194 родин. Густота населення становила 897 осіб/км².  Було 369 помешкань (451/км²).
Расовий склад населення:
| - 97,7 % — білих - 0,4 % — азіатів |

До двох чи більше рас належало 1,6 %. Частка іспаномовних становила 1,4 % від усіх жителів.
За віковим діапазоном населення розподілялося таким чином: 19,8 % — особи молодші 18 років, 59,1 % — особи у віці 18—64 років, 21,1 % — особи у віці 65 років та старші. Медіана віку мешканця становила 46,1 року. На 100 осіб жіночої статі у селищі припадало 93,7 чоловіків;  на 100 жінок у віці від 18 років та старших — 88,8 чоловіків також старших 18 років.
Середній дохід на одне домашнє господарство  становив 42 944 долари США (медіана — 32 500), а середній дохід на одну сім'ю — 55 974 долари (медіана — 51 250). Медіана доходів становила 33 672 долари для чоловіків та 27 750 доларів для жінок. За межею бідності перебувало 12,6 % осіб, у тому числі 8,3 % дітей у віці до 18 років та 16,4 % осіб у віці 65 років та старших.
Цивільне працевлаштоване населення становило 350 осіб. Основні галузі зайнятості: виробництво — 24,6 %, освіта, охорона здоров'я та соціальна допомога — 16,3 %, мистецтво, розваги та відпочинок — 9,7 %, роздрібна торгівля — 8,0 %.